# 迈雷涅
迈雷涅（法語：Mayrègne，法語發音：[meʁɛɲ]）是法国上加龙省的一个市镇，属于圣戈当区。

## 地理
迈雷涅（42°50'37"N, 0°32'22"E）面积5.19 平方千米，位于法国奧克西塔尼大區上加龙省，该省份为法国西南部内陆省份，西南端与西班牙接壤，自此顺时针与上比利牛斯省、热尔省、塔恩-加龙省、塔恩省、奥德省和阿列日省接壤。
与迈雷涅接壤的市镇（或旧市镇、城区）包括：索斯特、邦克德苏埃德叙、科布、圣保罗杜韦伊。

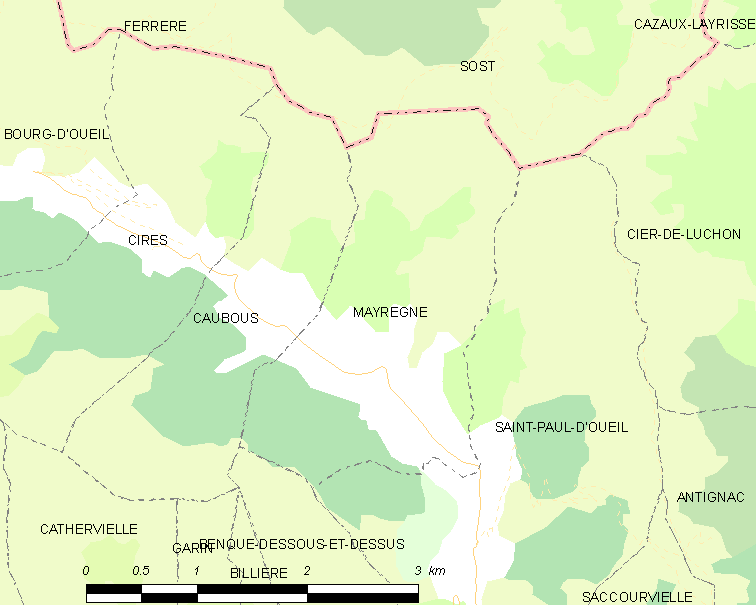
迈雷涅的OSM定位图

迈雷涅的时区为UTC+01:00、UTC+02:00（夏令时）。

## 行政
迈雷涅的邮政编码为31110，INSEE市镇编码为31335。

## 政治
迈雷涅所属的省级选区为巴涅尔德吕雄县。

## 人口

1962-2008年间迈雷涅人口变化图示

迈雷涅于2022年1月1日时的人口数量为30人。